# Symfonie nr. 1 (Bax)
Arnold Bax voltooide zijn Symfonie nr. 1 in oktober 1922. De titel was toen nog gewoon Symfonie in Es.
Het werk begon als de Pianosonate in Es groot. Nadat kennissen van Bax, waaronder Harriet Cohen, die beoogde pianosonate nr. 3 hadden voorgespeeld, kwamen ze met het commentaar dat het meer als een symfonie voelde, dan een pianosonate. Bax had tot dan toe slechts één poging tot het schrijven van een symfonie ondernomen, maar kwam bij zijn Symfonie in F niet verder dan de opzet in piano. Bax toog aan het werk en begon zijn pianosonate nr. 3 te orkestreren. Hij kwam tot de conclusie dat het tweede deel aanpassing behoefde en schreef vervolgens een nieuw middendeel.
De uiteindelijke symfonie kreeg drie delen, waarbij het derde deel een samentrekking is van het scherzo en het slotdeel, maar al met al wel het kortste deel. De drie delen kennen de tempoaanduidingen van de pianosonate:
- Allegro moderato e feroce
- Lento solenne
- Allegro maestoso – Allegro vivace ma non troppo presto – Tempo di marcia trionfale

Het hoofdthema van de symfonie, die in es mineur begint en in Es majeur eindigt, is direct in maat twee te horen in de fluit-, bashobo en strijkpartijen te horen. Bax schreef zelf bij deze symfonie enige toelichting toen het werk in 1926 door het Cleveland Orchestra werd uitgevoerd. Het eerste deel was in zijn ogen zeker conflictvol, Bax had in de jaren voor voltooiing zijn huwelijk op de klippen zien lopen, de Eerste Wereldoorlog had plaatsgevonden en Bax was zijdelings betrokken bij de Paasopstand in Ierland. Het tweede deel noemde Bax in zijn toelichting “mystic and elegiac”. Vanuit twee toonsoorten, met zwaar percussie op de achtergrond, komt een klagende muzieklijn vanuit de cello’s op. Bax, eeuwig twijfelaar was bijzonder tevreden met dit tweede deel, aldus een brief van hem aan Adrian Boult in 1942.
De eerste uitvoering van het werk vond plaats op 2 december 1922 toen Albert Coates leiding gaf aan het London Symphony Orchestra. Van het werk zijn in 2017 vier versies te koop:
- uitgave Lyrita: Myer Fredman met het London Philharmonic Orchestra (historische uitgave)
- uitgave Chandos: Bryden Thomson met het London Philharmonic Orchestra in een opname uit 1986
- uitgave Naxos: David Lloyd-Jones met het Royal Scottisch National Orchestra in een opname uit 1996
- uitgave Chandos: Vernon Handley met het BBC Philharmonic

Bax schreef het werk voor een groot symfonieorkest:
- 4 dwarsfluiten (III ook basfluit, IV ook piccolo), 2 hobo’s, 1 althobo, 1 heckelfoon of bashobo, 3 klarinetten (III ook esklarinet), 1 basklarinet, 2 fagotten, 1 contrafagot of contrabassarrusofoon
- 4 hoorns, 3 trompetten, 3 trombones, 1 tuba
- pauken, vijf man/vrouw percussie waaronder een celesta, 2 harpen
- violen, altviolen, celli, contrabassen